# Krosna-Parcela
Krosna-Parcela – wieś w Polsce położona w województwie mazowieckim, w powiecie pruszkowskim, w gminie Brwinów.
Wieś wchodzi w skład sołectwa Krosna.
W latach 1975–1998 miejscowość administracyjnie należała do województwa warszawskiego.